# ユーリ・ペトロフ
ユーリイ・ウラジーミロヴィッチ・ペトロフ（ロシア語: Ю́рий Влади́мирович Петро́в, ラテン文字転写: Yurii Vladimirovich Petrov, 1939年 - 2013年10月）は、ロシアの政治家。ロシア人。エリツィン時代初期に大統領府長官を務めた。いわゆる「スヴェルドロフスク・マフィア」と呼ばれたエリツィン側近の一人。1995年から社会・政治運動体「レアリスト」同盟代表。
1939年1月18日ソビエト連邦ロシア連邦共和国のスヴェルドロフスク州ニージニー・タギル市で生まれる。エリツィンとは、ウラル高等技術専門学校、ウラル工科大学で同窓であるЮ́рий Влади́мирович Петро́。
1956年、ウラル車輌製造工場の機械工として働く。1959年から1962年まで軍に勤務する。1962年にはソ連共産党に入党。1966年、ウラル工科大学を卒業する。ニージニー・タギル・プラスチック工場の職場長代理を経て、1967年、スヴェルドロフスク州ニージニー・タギル市で党活動に専従し、1972年、ニージニー・タギル市党第一書記に選出される。1974年、ソ連共産党中央委員会付属スベルドロフスク高等党学校卒業。1977年、前年にスヴェルドロフスク州第一書記に就任したエリツィンの部下として同州書記になる。1982年、モスクワに移り、党中央委員会組織・党活動部副部長として勤務する。1985年、党中央委員会建設部長に就任したエリツィンと交代する形で、後任のスヴェルドロフスク州党第一書記に就任した。
1986年には、党中央委員となり、1987年ソ連最高会議共和国会議運輸通信委員会議長にも選出されるが、エリツィンが保守派と対決する過程で、ゴルバチョフによって政治局員候補を解任された四ヶ月後の1987年6月にキューバ大使に転出した。1991年のソ連8月クーデターを受けて、ソ連共産党を離党。エリツィンに呼び戻され、同年8月から大統領府長官に任命され、1993年1月まで務めた。長官辞任後は国営投資会社社長に就任した。